# Portobelillo
Portobelillo es un corregimiento del Distrito de Parita, en la Provincia de Herrera, en la República de Panamá. Cuenta con una población de 892 habitantes distribuidos en una superficie de 27 km². Posee una densidad de 30.5 habitantes por km².

## Historia
Los límites de éste corregimiento son: al norte con el corregimiento de Potuga y el corregimiento de París, al sur con el corregimiento de Parita cabecera y el corregimiento de El Pájaro del distrito de Pesé, al oeste con los corregimientos de Los Castillos y Cabuya, este, con los corregimientos de París y Parita.
El concepto mayoritario en lo tocante al origen del término Portobelillo es que se trata del diminutivo del cerro Portobelo. La comunidad de Portobelillo hoy día se encuentra en las faldas de ese accidente geográfico.